# Alternating Gradient Synchrotron

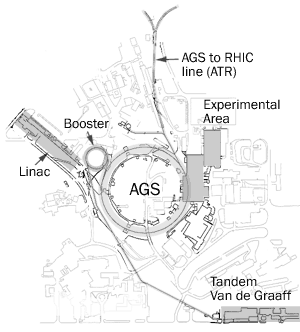
Übersicht des Alternating Gradient Synchrotrons

Das Alternating Gradient Synchrotron (Abkürzung: AGS) ist ein Synchrotron-Teilchenbeschleuniger mit etwa 800 m Umfang am Brookhaven National Laboratory (BNL).

## Geschichte
Nach dem Bau des Cosmotrons begannen am BNL die Planungen zum Bau eines stärkeren Nachfolgers, wobei sich allerdings Schwierigkeiten zeigten. Während der Querschnitt des Umlaufrings beim Cosmotron bereits Abmessungen von etwa 20 cm × 60 cm hatte, wären beim Nachfolger etwa 50 cm × 150 cm nötig gewesen. Sehr großes Gewicht der Elektromagnete und entsprechende Kosten wären die Folge gewesen. Ein Ausweg bot ein Konzept von Courant, Livingston und Snyder, um die zirkulierenden Partikel mittels alternierender Magnetfeldgradienten eng zu fokussieren, der sogenannten „starken Fokussierung“, wodurch der Umlaufring auf etwa 5 cm Querschnitt schrumpfen konnte.
Erstmals wurde dieses Prinzip mit dem Bau eines 1,3 GeV Elektronen-Synchrotrons im Jahr 1954 am BNL getestet.

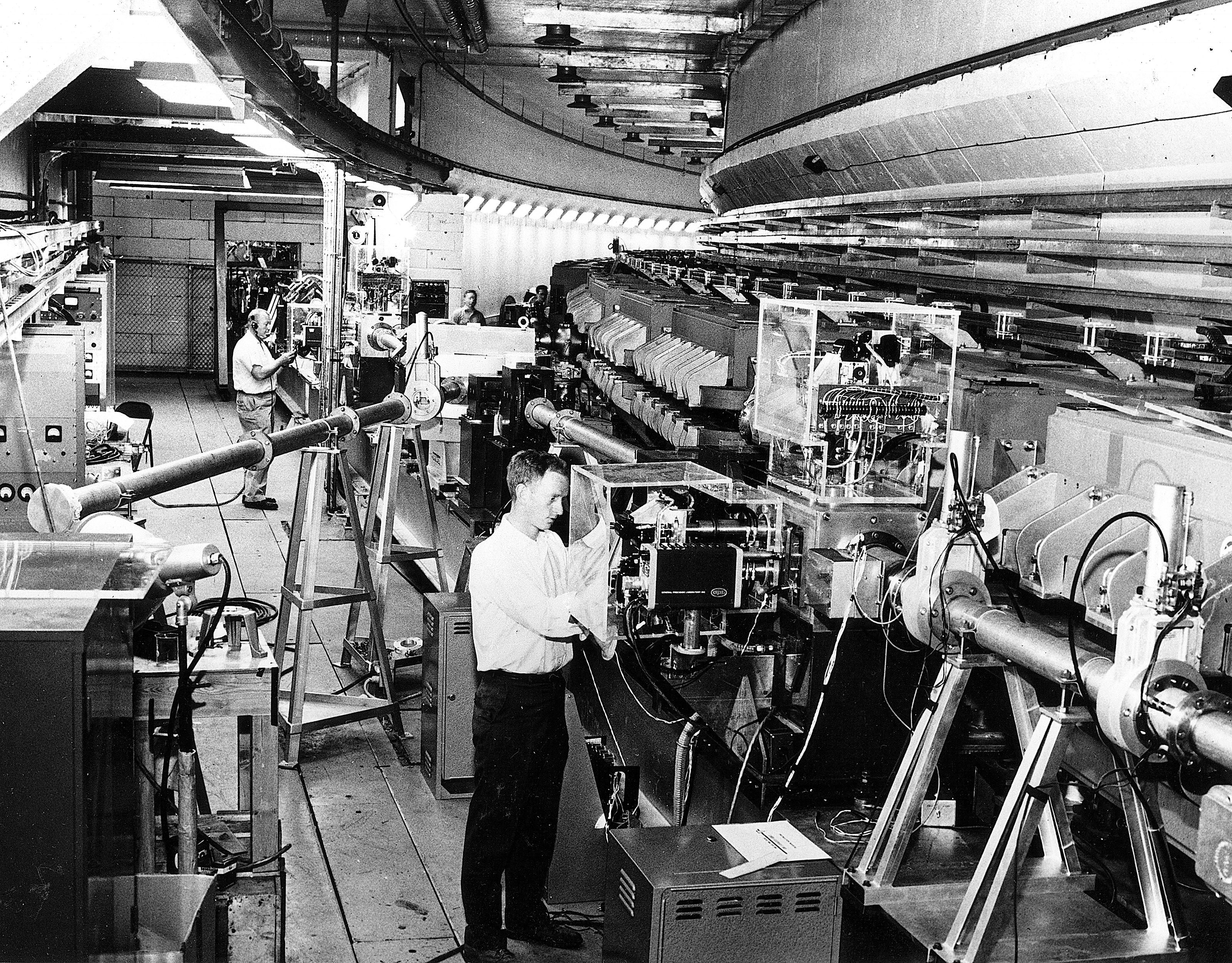
Ein Abschnitt des AGS im Jahre 1961

Nahezu gleichzeitig fanden am CERN die Planungen zum Bau des Proton Synchrotrons (PS) statt. Dort wurde das Prinzip der starken Fokussierung übernommen, so dass mit dem AGS und dem PS zwei recht ähnliche Maschinen entstanden. Das PS ging im November 1959 in Betrieb und das AGS folgte wenige Monate später.
Am 29. Juli 1960 erreichte das AGS die geplante Protonenenergie von 33 GeV und löste damit das Proton Synchrotron als weltweit stärksten Teilchenbeschleuniger ab.
Im Jahr 2000 ging am BNL der Relativistic Heavy Ion Collider (RHIC) in Betrieb, seitdem dient das AGS als Vorbeschleuniger.

## Betrieb
Im AGS werden neben Protonen auch Schwerionen wie Gold und Eisen beschleunigt.
Seit dem Jahr 1984 können mit dem AGS polarisierte Protonen bis zu einer Energie von 16,5 GeV erzeugt werden.
Beim Betrieb als Vorbeschleuniger des RHIC kommt das AGS nur in relativ kurzen Zeiträumen von wenigen Minuten, die etwa acht bis zehn Stunden auseinander liegen, zum Einsatz. In der übrigen Zeit steht das AGS für weitere Zwecke zur Verfügung.